# Closing Time
Closing Time es el álbum debut del músico estadounidense Tom Waits, publicado en marzo de 1973 por Asylum Records. Producido por el antiguo miembro de Lovin' Spoonful Jerry Yester, Closing Time fue el primero de los siete trabajos de Waits editados por Asylum, cuyo contrato finalizó con la publicación en 1980 del álbum Heartattack and Vine.
Tras su publicación, Closing Time obtuvo un éxito escaso en los Estados Unidos, sin llegar a entrar en la lista de éxitos. El álbum es notable por la influencia de géneros musicales como el folk y el jazz, y obtuvo una reacción positiva por parte de la crítica. El primer y único sencillo, "Ol' '55", atrajo la atención del público tras la versión realizada por sus compañeros de sello The Eagles. Otras canciones del álbum fueron posteriormente versionadas por artistas como Tim Buckley y Bette Midler.
Hasta la fecha, Closing Time ha vendido cerca de 500.000 copias en los Estados Unidos y ha ganado un culto contemporáneo entre seguidores del rock. Ha sido reeditado en dos ocasiones desde su primera publicación, en 1999 y nuevamente en 2010.

## Trasfondo
Tom Waits comenzó su carrera musical en 1970, tocando todos los lunes en The Troubadour, un local de Los Ángeles. El repertorio de Waits en estos conciertos consistía en versiones de Bob Dylan mezcladas con canciones que posteriormente aparecerían en Closing Time y en su sucesor, The Heart of Saturday Night, incluyendo "Ice Cream Man", "Virginia Avenue", "Ol' '55", "I Hope That I Don't Fall in Love with You", "Shiver Me Timbers" y "Diamonds on my Windshield". Al mismo tiempo, Waits comenzó a trabajar como portero de un club cercano, The Heritage, donde ofreció su primer concierto en noviembre de 1970 por 25 dólares. En un concierto ofrecido en The Troubadour en verano de 1971, Herb Cohen descubrió accidentalmente a Waits y se convirtió en su representante. A través de contactos de Cohen, Waits grabó un buen número de demos en Los Ángeles en el verano de 1971 con el productor e ingeniero Robert Duffey, posteriormente publicados en el recopilatorio The Early Years a pesar de ir en contra del deseo de Waits. 
Para centrarse en su carrera musical, Waits se mudó de San Diego a Los Ángeles a comienzos de 1972 y ofreció conciertos más frecuentes en The Troubadour, donde David Geffen le descubrió interpretando "Grapefruit Moon". La actuación, que gustó a Geffen, favoreció la contratación de Waits por Asylum Records en menos de un mes.

## Grabación
Antes de la grabación del álbum, Waits se hizo amigo de quien había sido designado como productor del álbum, Jerry Yester, y una tarde a comienzos de 1972 grabó una cinta en la residencia de Yester. Otros aspectos de la grabación, como la instrumentación, los arreglos y los músicos se discutieron también durante las sesiones, donde Waits dejó claro que «quería un contrabajista». El baterista John Seiter, los guitarristas Peter Klimes y Shep Cooke, y el trompetista Tony Terran fueron recluidos a través de Yester, y se contrató también al bajista Bill Plumer.
La principal sesión de grabación de Closing Time tuvo lugar en Sunset Sound Recorders, un estudio de grabación de Hollywood, California donde habían grabado previamente Buffalo Springfield, Joni Mitchell, Neil Young y The Doors. La sesión tuvo lugar en primavera de 1972 con Yester en la producción, casi inmediatamente tras la firma del contrato, y fue definida como «rápida y eficiente». Waits estaba «nervioso, pero tenía la suficiente confianza con su propio material», según Yester, al inicio de las sesiones, aunque a medida que progresaron ambos discutieron sobre la dirección que debería tomar el álbum, ya que Waits prefería un sonido cercano al jazz y Yester un álbum basado en el folk. A pesar de ello, Waits estuvo «absolutamente comunicativo» con sus compañeros, describiendo cómo quería la canción con metáforas. Las sesiones duraron un total de diez días, con los dos primeros enfocados a «acostumbrarse al estudio». Tanto Waits como Yester querían grabar el álbum durante la noche, aunque debido a la no disponibilidad del estudio acabaron grabando durante la mañana y el mediodía, desde las diez hasta las cinco de la tarde.
Las sesiones concluyeron con un total de nueve canciones completadas. Se programó una segunda sesión a la semana siguiente en el United Western Recorders. El siguiente domingo tuvo lugar la última sesión de Closing Time, con músicos invitados como Arni Egilsson reemplazando a Plumer, y a Jesee Erlich tocando el chelo. Al día siguiente se grabaron pistas de cuerda para "Martha" y "Grapefruit Moon". Las últimas sesiones en Wally Heider Recorders sirvieron para mezclar y masterizar el álbum.

## Composición

### Música
Closing Time incluye una mezcla de diversos estilos musicales. Mientras que temas como "Ol' 55" y "Old Shoes" son generalmente considerados temas folk, otras canciones como "Virginia Avenue", "Midnight Lullaby" y "Grapefruit Moon" revelan un temperamento más tranquilo y cercano al jazz. "Ice Cream Man" es notable por ser la canción más rápida del álbum, mientras que "Lonely" tiene un ritmo más lento. Las sofisticadas melodías al piano son acompañadas por una trompeta, típica del sonido jazz que Waits quería para el álbum. Closing Time también incluye arreglos de cuerda en canciones como "Martha" y "Closing Time". 

### Letras
Las canciones de Closing Time son notables por su contenido lírico, que al igual que la música, varía en forma. "Ol' 55" narra la historia de un hombre que conduce un coche y es vista como una canción sobre el escapismo. Este tema también se ve en "Old Shoes", que narra otra historia sobre un joven estudiante que sale a la carretera. Otras letras en el álbum son melancólicas, como ocurre en "Lonely", "I Hope That I Don't Fall In Love With You" y "Grapefruit Moon".
La introducción de "Migdnight Lullaby" toma prestado versos de "Sing a Song of Sixpence". Esta forma de componer, ensamblando versos de otras canciones con sus propias composiciones, se convirtió en habitual en las canciones de Waits.

## Título
La portada del álbum fue diseñada por Cal Schenkel, quien se inspiró en la idea de Waits sobre el sonido que debería tener el disco. Muestra a Waits apoyado en el piano de un bar, equipado con una botella de cerveza, cigarrillos, un cenicero y una lámpara de mesa de billar sobre la cabeza de Tom. En la parte posterior se ve un reloj que muestra las 3:22. El arte de la cubierta posterior es mínimo e incluye una fotografía de Waits mirando directamente a la cámara, supuestamente tomada después de una actuación de Tom en The Troubadour. Ambas fotografías fueron tomadas por Ed Caraeff.

## Publicación
Closing Time fue publicado en marzo de 1973 por Asylum. El principal sencillo del álbum, “Ol’ 55”, fue lanzado un mes antes de la publicación de ‘’Closing Time’’ para su promoción. El sencillo incluye la misma canción en ambas caras, con una versión monoaural en la cara A y una versión estéreo en la cara B. 
La primera gira nacional de Waits coincidió con la publicación del álbum, y tuvo lugar entre abril y junio de 1973. La banda estuvo formada por Bob Webb en el contrabajo, Rich Phelps en la trompeta y John Forsha en la guitarra. El primer concierto tuvo lugar en The Cellar Door en Washington D. C., actuando como telonero de Tom Rush, y continuó en escenarios como Nueva York y San Francisco (California), actuando antes de Danny O’Keefe, Charlie Rich, Buffalo Bob Smith y John P. Hammond.
Una segunda gira promocional de ‘’Closing Time’’ tuvo lugar entre noviembre y diciembre de 1973, actuando como telonero de Frank Zappa y sin banda, con Waits en la guitarra acústica o al piano y Bob Webb al contrabajo. 
Elektra Records reeditó Closing Time en Europa en 1999 y en una edición limitada en 2010.

## Recepción
Closing Time, en el momento de su publicación, fue recibido por la prensa musical americana con críticas positivas, aunque su cobertura fue limitada. En su primera reseña, la revista Rolling Stone definió el álbum como un “álbum debut remarcable” y lo comparó con Randy Newman, mientras que Robert Christgau señaló que con “su piano jazzístico, Waits explota un sentimentalismo honesto que debilita lo suficiente como para ser creíble”. Allmusic puso el álbum en un listón alto, señalando "sus enamoradas letras” como “sentimentales sin ser penetrantes; pero también tiene un regalo para suaves melodías de pop”, y afirma que “su melancolía autoconsciente puede ser sorprendentemente chocante”.

## Lista de canciones
Todas las canciones compuestas por Tom Waits. 
| N.º | Título                                              | Duración |  |
| 1.  | «Ol' '55»                                           | 3:58     |  |
| 2.  | «I Hope That I Don't Fall in Love with You»         | 3:54     |  |
| 3.  | «Virginia Avenue»                                   | 3:10     |  |
| 4.  | «Old Shoes (& Picture Postcards)»                   | 3:40     |  |
| 5.  | «Midnight Lullaby»                                  | 3:26     |  |
| 6.  | «Martha»                                            | 4:30     |  |
| 7.  | «Rosie»                                             | 4:03     |  |
| 8.  | «Lonely»                                            | 3:12     |  |
| 9.  | «Ice Cream Man»                                     | 3:05     |  |
| 10. | «Little Trip to Heaven (On the Wings of Your Love)» | 3:38     |  |
| 11. | «Grapefruit Moon»                                   | 4:50     |  |
| 12. | «Closing Time» (instrumental)                       | 4:20     |  |

## Personal
- Tom Waits: voz, piano y guitarra
- Shep Cooke: guitarra y voz en "I Hope That I Don't Fall in Love with You" y "Old Shoes"
- Peter Klimes: guitarra
- Bill Plummer: bajo
- Delbert Bennett: trompeta
- John Seiter: batería
- Jesse Ehrlich: chelo
- Tony Terran: trompeta en "Closing Time"
- Arni Egilsson: bajo en "Closing Time"